# Giovanni Lattuada
Giovanni Lattuada (Caronno Pertusella, Italia, 12 de enero de 1905-16 de abril de 1984) fue un gimnasta artístico italiano, medallista de bronce olímpico en Los Ángeles 1932 en el ejercicio de anillas.

## Carrera deportiva
En las Olimpiadas de Los Ángeles 1932 ganó el bronce en el ejercicio de anillas, quedando en el podio tras los estadounidenses George Gulack y Bill Denton.